# Sułów (województwo lubelskie)

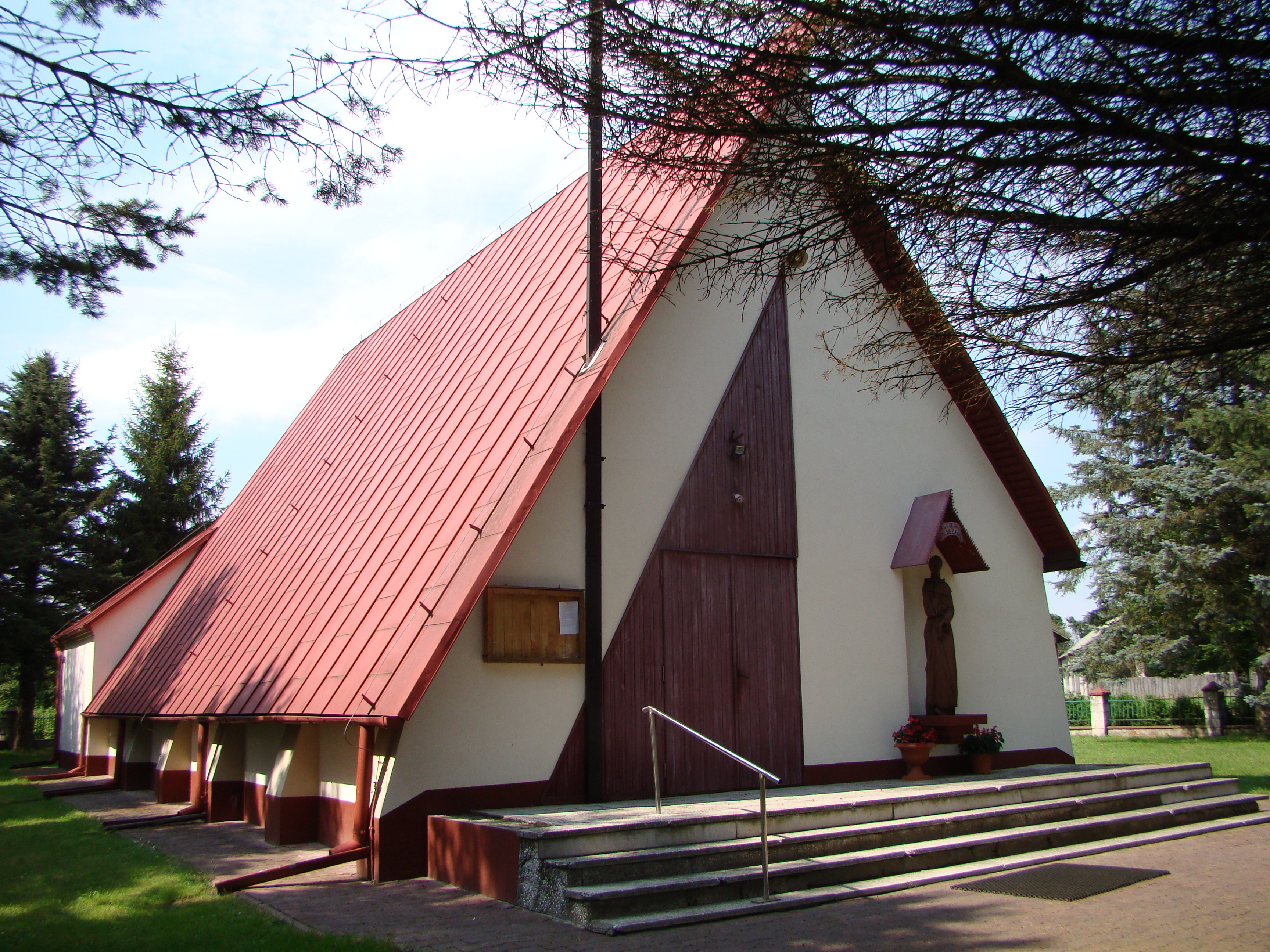
Kościół filialny pw. bł. Czesława.

Sułów – wieś w Polsce położona w województwie lubelskim, w powiecie zamojskim, w gminie Sułów, nad Porem.
Wieś położona przy drodze wojewódzkiej nr 848.
W latach 1975–1998 miejscowość położona była w województwie zamojskim.
Wieś jest sołectwem w gminie Sułów. Według Narodowego Spisu Powszechnego z roku 2011 wieś liczyła 387 mieszkańców.

## Części wsi
| SIMC    | Nazwa      | Rodzaj    |
| ------- | ---------- | --------- |
| 0899911 | Gaj        | część wsi |
| 0899880 | Majdan     | część wsi |
| 0899897 | Stara Wieś | część wsi |

## Demografia wsi
| 1827                                                                                      | 1890 | 1921 | 2011 | 2012 | 2013 | 2014 | 2015 |
| ----------------------------------------------------------------------------------------- | ---- | ---- | ---- | ---- | ---- | ---- | ---- |
| 252                                                                                       | 362  | 541  | 387  | bd   | 384  | 384  | 380  |
| Źródło: Dane własne gminy w BIP GUS, Spis powszechny z 1921 roku, SgKP z roku 1890.       |      |      |      |      |      |      |      |
| Uwaga: W spisie z roku 1921 występuje Sułów Kolonia z ludnością w liczbie 155 mieszkańców |      |      |      |      |      |      |      |

## Historia
Pierwsza wzmianka o miejscowości powstała w XIII wieku. W lipcu 1279 r. wymienił ją biskup firmański Filip de Casate, w latach 1278-1282 legat papieski na Węgrzech i w Polsce, w łacińskim dokumencie wystawionym w Budzie na Węgrzech, potwierdzając opatowi klasztoru cystersów w Koprzywnicy prawo do pobierania dziesięciny z szeregu polskich wsi w tym między innymi z Sułowa.
W roku 1398 wieś odnotowano we włościach szczebrzeskich Dymitra z Goraja. Przekazana przez niego jako uposażenie proboszczom kościoła parafialnego w Szczebrzeszynie. Według księgi poborowej z 1578 roku posiadała 7,5 łana kmiecego.
W wieku XIX Sułów stanowił wieś z folwarkiem położone nad rzeką Pór, w powiecie zamojskim ówczesnej gminie Sułów parafii w Szczebrzeszynie. Wieś i folwark odległe są od Zamościa w kierunku na zachód 26 wiorst, od Szczebrzeszyna w kierunku na północ o 8 wiorst. Stacja drogi żelaznej w Rejowcu oddalona o 54 wiorsty. Wieś posiadała w 1890 roku 48 gospodarstw zamieszkałych przez 362 mieszkańców wyznania rzymskokatolickiego z gruntem 779 mórg ziemi ornej i łąk obfitych. We wsi urząd gminy.
Spis z 1827 roku pokazał 37 domów i 252 mieszkańców. Folwark Sułów należał dawniej do probostwa w Szczebrzeszynie. W 1890 było to własność prywatna, posiadając 5 domów i 683 morgi gruntu. Przez łąki przepływa rzeka Pór, zabierając wodę z drobnych strumyków.
Charakterystyka gminy Sułów w XIX wieku.
W skład gminy Sułów w drugiej połowie XIX wieku wchodziły wsie: Bodaczów, Deszkowice, Gaj Gruszczański, Gruszka Zaporska, Kitów, Klemensów (pałac rezydencjonalny ordynatów Zamoyskich, z kaplicą), Michałów, Mokrelipie, Rozłopy, Sąsiadka Sułów Sułówek, Sułowiec, Tworyczów, Zakłodzie i Źrebce oraz przysiółek Nowiny. Gmina Sułów podlegała sądowi gminnemu IV okręgu w Gorajcu.
Gminę zamieszkiwało 6315 mieszkańców w tej liczbie: 445 prawosławnych, 5 protestantów i 42 żydów. Powierzchnia gminy wynosiła 16518 mórg (ziemi ornej 10442 mórg, łąk 2449 mórg, zabudowania 120 mórg, nieużytki 478 mórg, wody 49 mórg, mokradła i błota 40 mórg i lasu 2940 mórg). Gleba lekka, popielatka, w części czarnoziem, najwięcej gliny.

Przez wschodnią część gminy przepływa rzeka Wieprz w północnej części Pór.
Wiek XX i II wojna światowa
Według spisu powszechnego z roku 1921 w miejscowości Sułów kolonia spisano 27 domów i 155 mieszkańców, we wsi Sułów 88 domów zamieszkałych przez 541 mieszkańców, tylko 20 osób było wyznania mojżeszowego

W dniu 10 lipca 1943 r. wieś została wysiedlona przez Niemców.